# Юбилейный (виноград)
Юбилейный — сорт винограда.
Виноград «Юбилейный» выведен селекционерами Стреляевой Л. Н., Н. В. Майстренко, М. Г. Абдеевой в Башкирском НИИ сельского хозяйства.

## Характеристика сорта
Сорт столового винограда Юбилейный получен методом скрещивания сортов Мадлен Анжевин и Маленгр ранний.
Сорт винограда раннего созревания и универсального направления использования. Зимостойкий. Устойчивость к болезням и вредителям повышенная. Урожайность высокая.
Куст сорта среднерослый. Листья среднего размера, глубоко рассеченные, . трёх и пятилопастные, со слабым опушением.
Цветки обоеполые. Гроздь средней величины, конической формы, массой 150—250 г.
Плод — ягода, массой 2,2 г, овальный, зелёной окраски. Вкус с мускатным ароматом.
Содержание в плодах сахара 12,5 %, органических кислот 1,1 %, витамина С 7 мг на 100 г.
Урожайность — 100 ц/га или 3,5 кг с куста (Кушнаренковский селекционный центр по плодово-ягодным культурам).
Допускается к использованию по РФ и РБ с 1999 года как укрывная культура.